# Équation d'Euler-Lagrange
Pour les articles homonymes, voir Lagrange.
 (novembre 2020).
Si vous disposez d'ouvrages ou d'articles de référence ou si vous connaissez des sites web de qualité traitant du thème abordé ici, merci de compléter l'article en donnant les références utiles à sa vérifiabilité et en les liant à la section « Notes et références ».

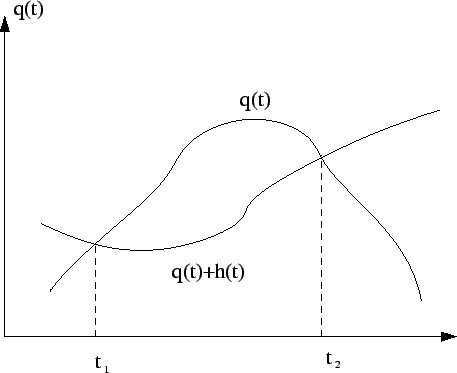
Équation d’Euler-Lagrange en application

L’équation d'Euler-Lagrange (en anglais, Euler–Lagrange equation ou ELE) est un résultat mathématique qui joue un rôle déterminant dans le calcul des variations. On retrouve cette équation dans de nombreux problèmes réels de minimisation de longueur d'arc, tels que le problème brachistochrone ou bien encore les problèmes géodésiques. Elle est nommée d'après Leonhard Euler et Joseph-Louis Lagrange.

## Notations
E désignera un espace vectoriel normé, [t0 , t1] un intervalle réel, et {\displaystyle {\mathcal {G}}} l'espace affine des fonctions x : [t0 , t1] → E de classe C1 telles que {\displaystyle x\left(t_{i}\right)=x_{i}}, où x0 , x1 sont deux vecteurs fixés de E.
Le vecteur dérivé d'une fonction {\displaystyle x\in {\mathcal {G}}} en un point t ∈ [t0 , t1] est noté {\displaystyle {\dot {x}}(t)}.
On se donne par ailleurs une fonction {\displaystyle {\mathcal {L}}:\left[t_{0},t_{1}\right]\times E^{2}\to \mathbb {R} } de classe C1.
Ses trois variables étant notées {\displaystyle t,x,{\dot {x}}} (ce qui risque de prêter à confusion avec la notation précédente mais est d'un usage courant), ses trois applications différentielles partielles sont notées
- {\displaystyle {\frac {\partial {\mathcal {L}}}{\partial t}}} (de {\displaystyle \mathbb {R} \times E^{2}} dans {\displaystyle \mathbb {R} }) et
- {\displaystyle {\frac {\partial {\mathcal {L}}}{\partial x}},{\frac {\partial {\mathcal {L}}}{\partial {\dot {x}}}}} (de {\displaystyle \mathbb {R} \times E^{2}} dans E', le dual de E).

Lorsqu'on les compose par la fonction {\displaystyle \left[t_{0},t_{1}\right]\to \mathbb {R} \times E^{2},\;t\mapsto \left(t,x(t),{\dot {x}}(t)\right)} pour une fonction donnée {\displaystyle x\in {\mathcal {G}}}, on obtient trois fonctions définies sur [t0 , t1] (encore à valeurs respectivement dans {\displaystyle \mathbb {R} }, E' et E'), que l'on note usuellement de la même façon (bien que, à nouveau, cela prête à confusion), ce qui donne en particulier un sens aux deux fonctions

## Énoncé
Soit J la fonctionnelle définie sur {\displaystyle {\mathcal {G}}} par :
{\displaystyle J(x)=\int _{t_{0}}^{t_{1}}{\mathcal {L}}\left(t,x(t),{\dot {x}}(t)\right)\,\mathrm {d} t}.
Pour toute fonction {\displaystyle x\in {\mathcal {G}}} stationnaire pour J, {\displaystyle t\mapsto {\frac {\partial {\mathcal {L}}}{\partial {\dot {x}}}}} est dérivable et
{\displaystyle {\frac {\partial {\mathcal {L}}}{\partial x}}-{\frac {\mathrm {d} }{\mathrm {d} t}}\left({\frac {\partial {\mathcal {L}}}{\partial {\dot {x}}}}\right)=0}.

## Exemple
Un exemple est une application du principe de Fermat. L'objectif est de déterminer un chemin optique plan, dont les coordonnées sont notées horizontalement t et verticalement x, pour respecter les notations de l'énoncé ci-dessus. Le rayon lumineux traverse le vide, à l'exception de la zone correspondant aux valeurs de t situées entre –1 et 1. Sur cette bande, on suppose que l'indice nt n'est plus égal à 1 mais à 1/|t|. Entre les deux bandes, le chemin optique a pour longueur :
Puisqu'ici {\displaystyle {\frac {\partial f}{\partial x}}=0}, l'équation d'Euler-Lagrange stipule que la dérivée partielle de f par rapport à sa troisième variable est une constante, notée ici C, si elle est appliquée aux variables t, x et sa dérivée. On obtient :
Ce résultat s'écrit encore, en posant u = C|t| :
On reconnait l'équation d'une portion de cycloïde.

## Identité de Beltrami
Un cas particulier fréquent est celui où la fonction {\displaystyle {\mathcal {L}}} est indépendante de t. Un corollaire de l'équation d'Euler-Lagrange est alors l'identité de Beltrami :
La lettre C désigne une constante réelle, qui est aussi la transformée de Legendre de la fonction {\displaystyle {\mathcal {L}}} par rapport à la variable {\textstyle {\dot {x}}}.
Un exemple historique célèbre est la courbe brachistochrone. La question posée revient à trouver la courbe reliant un point A à un point B, situé à une altitude plus faible, tel qu'un point matériel partant du point A sans vitesse initiale et glissant sans frottement sur la courbe rejoigne le plus rapidement possible le point B.
Lorsque {\displaystyle {\mathcal {L}}} est une fonction homogène de la variable {\displaystyle {\dot {x}}}, le théorème d'Euler appliqué à l'identité de Beltrami implique {\displaystyle {\mathcal {L}}=C}.